# Retrato en vivo
Retrato en vivo va ser un programa espanyol de televisió, emès per La 2 de TVE entre 1979 i 1982, amb presentació i direcció de Miguel de los Santos.

## Format
Espai que combinava música i reportatges, cadascun dels programes estava centrat en un cantant o autor musical - especialment de cançó melòdica espanyola - al qual s'entrevistava en profunditat fent un repàs a la seva trajectòria artística.

## Artistes convidats
Entre altres, van passar pel plató de Retrato en vivo els següents artistes:
- Alberto Cortez
- Ana Belén
- Atahualpa Yupanqui
- Camilo Sesto
- Carlos Mejía Godoy
- Dolores Vargas
- Dyango
- Elsa Baeza
- Enrique y Ana
- Felipe Campuzano
- Georgie Dann
- Isabel Pantoja
- Jeanette
- Joan Baptista Humet
- José Luis Perales
- José Luis Rodríguez "El Puma"
- José Vélez
- Juan Carlos Calderón
- Juan Pardo
- Lola Flores
- Lole y Manuel
- Lolita Flores
- Llorenç de Santamaria
- José María Purón
- Marife de Triana
- Los Panchos
- Luis Eduardo Aute
- María Dolores Pradera
- María Jiménez
- María Ostiz
- Massiel
- Mercedes Sosa
- Miguel Ríos
- Olga Ramos
- Pablo Abraira
- Pablo Milanés
- Paloma San Basilio
- Patxi Andion
- Raffaella Carrà
- Ramoncín
- Raphael
- Roberto Carlos
- Rocío Dúrcal
- Rosa León
- Sergio y Estíbaliz
- Silvio Rodríguez
- Teresa Rabal
- Umberto Tozzi
- Antoñita Moreno
- Lolita Sevilla
- Carmen Flores
- Conchita Bautista